# رباح (اسم)
رباح هو اسم علم مذكر من أصل عربي، ومعناه هو مصدر للفعل ربح، كسب الرباح مثل الربح.

## شخصيات تحمل الاسم
- رباح الروسان
- رباح الصغير
- رباح قدري (1967 – )
- رباح لبيض (ملاكم جزائري، 26 مارس 1948 – )
- رباح يوسف (11 ديسمبر 1986 – )

## وصلات خارجية
- موسوعة السلطان قابوس لأسماء العرب نسخة محفوظة 5 أبريل 2019 على موقع واي باك مشين.